# 岡部紘樹
岡部 紘輝（おかべ ひろき、1983年〈昭和58年〉3月7日 - ）は、日本の俳優、歌手。千葉県出身。

## 経歴
- 2002年
  - NTVのドラマ「ごくせん」に3年D組生徒役でレギュラー出演。
- 2003年
  - ツインボーカルユニット結成。ダンスミュージック系の楽曲を中心に都内のライブハウスなどで音楽活動を開始。
- 2004年
  - NTVのごくせんスペシャル「さよなら3年D組…ヤンクミ涙の卒業式」に出演。
- 2005年
  - TBS系「ヤンキー母校に帰るSP 不良少年の夢」に出演。
- 2009年
  - 7月 - 石川県の日本元気劇場にて、専属劇団「HIROZ」のメンバーとして歌・ダンス・アクション・芝居の活動を開始。
- 2010年
  - 3月 - HIROZを全国に広げるため、お台場の大江戸温泉物語にて活動。
- 2011年
  - 10月26日 - HIROZの選抜ユニット「HIROZ SEVEN+」のボーカルとしてメジャーデビュー。
- 2018年
  - HIROZを継承した「劇団OUH」にて活動[1]。

## 人物
- 趣味は音楽鑑賞、ドライブ、サッカー。
- 好きな食べ物はパスタとカレー、嫌いな食べ物はキュウリとスイカとカニ。
- 好きなアーティストはDA PUMP。